# Chausseehaus

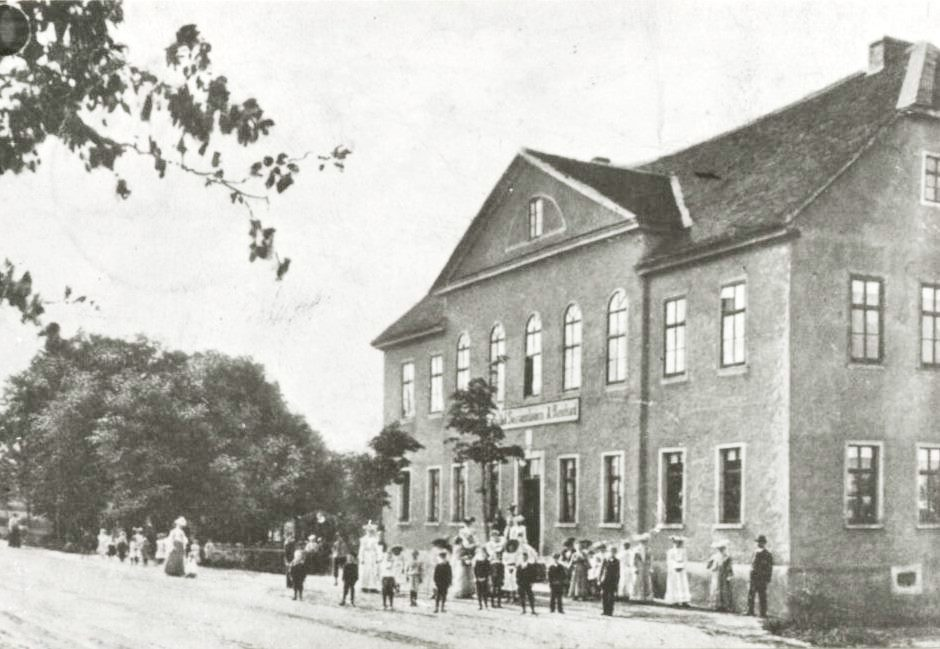
Chausseehaus Süßenborn in Weimar in Thüringen um 1910

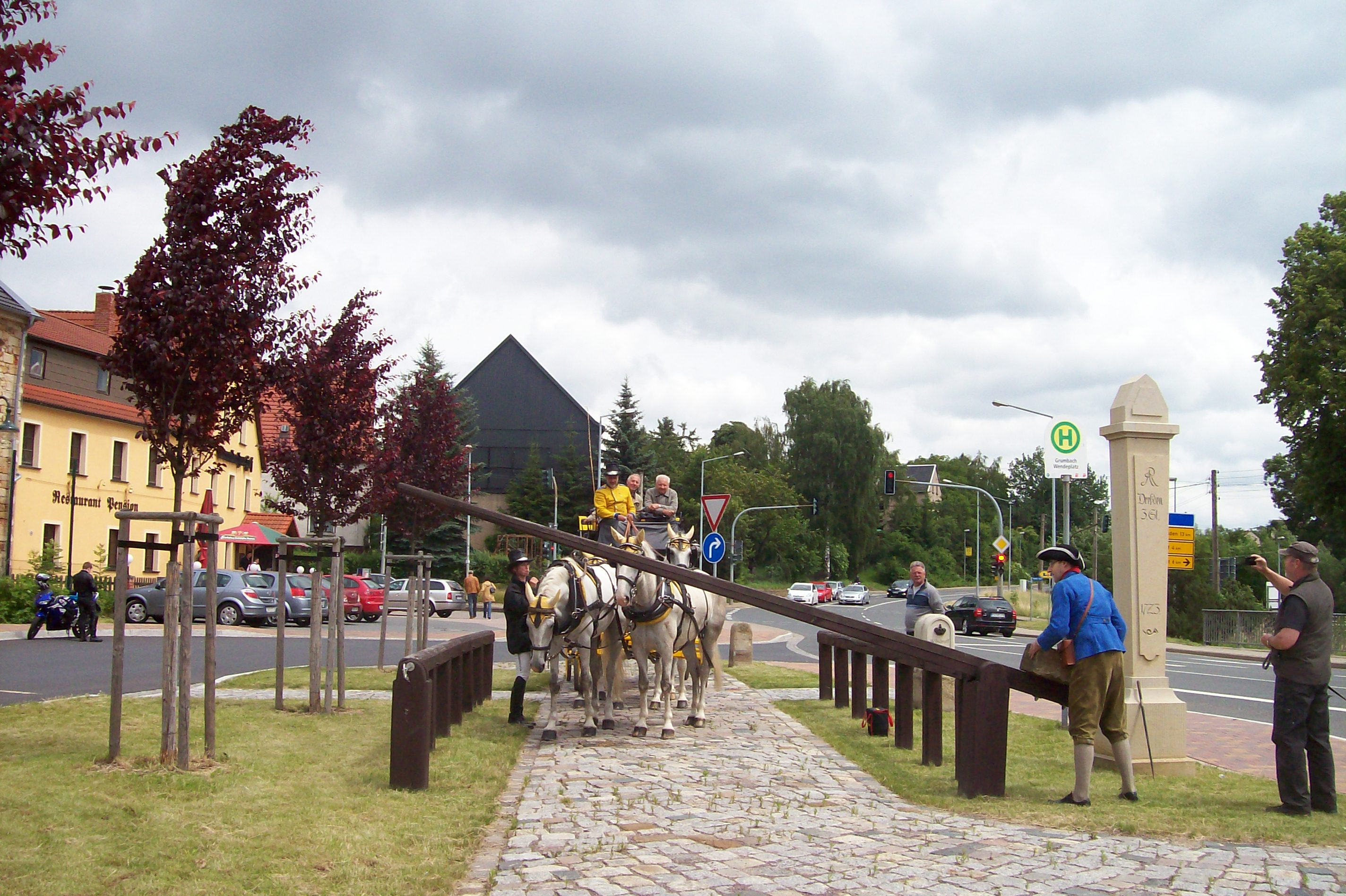
Nachbau einer Geleit- bzw. Chausseegeldschranke in Grumbach nebst Postmeilensäule, Meilen- und Chausseestein in Aktion mit königlich-sächsischer Postkutsche

Ein Chausseehaus war das Dienstgebäude des Chausseewärters, das er mit seiner Familie bewohnte. Gebaut wurden sie Ende des 18. Jahrhunderts und Anfang des 19. Jahrhunderts, als die Außerortsstraßen zu Chausseen ausgebaut wurden. Der Chausseewärter beaufsichtigte einen Chausseeabschnitt und kassierte für den Landesherrn das Chausseegeld, die Maut. Manche Chausseehäuser waren auch Zollstationen.

## Chausseehäuser in Preußen
In Preußen wurden ab 1796 Chausseehäuser für die Chausseegeldeinnehmer und Chausseewärter an den neu angelegten Kunststraßen (Chausseen) erbaut, unter anderem von Baumeistern wie Friedrich Gilly und Karl Friedrich Schinkel. Die Chausseehäuser standen dicht an der Fahrbahn, möglichst mit Einblick in die Chaussee. Der davor angebrachte Schlagbaum wurde erst nach Zahlung des Wegegelds geöffnet. Letzteres diente der Refinanzierung des Chausseebaus und sollte die Kosten für den Unterhalt der Chausseen decken, die z. T. auch von Aktiengesellschaften, Kreisen oder Gemeinden gebaut wurden.
In den Chausseehäusern wohnte außer dem Chausseegeldeinnehmer auch der Wegewärter, was auch zur Sicherheit beitrug. Der Wegewärter war bei Steinstraßen für höchstens 1000 Ruten (3,766 km), bei Kiesstraßen für höchstens 500 Ruten zuständig, so dass zwischen den Chausseehäusern (Abstand: 1 Preußische Meile = 2000 Ruten = 7,532 km) gegebenenfalls Wegewärterhäuser für je zwei Wegewärter errichtet wurden.
Mit der französischen Besetzung in den Napoleonischen Kriegen kam der Chausseebau zum Erliegen und wurde erst 1814 fortgesetzt. 1834 lieferte die „Anweisung zum Bau und zur Unterhaltung der Kunststraßen“ Vorgaben für das Erscheinungsbild der Chausseehäuser.
Aus einer alten Quelle können Tarife für das in Preußen zu entrichtende Chausseegeld des Jahres 1840 angegeben werden:
Post- und Personenkutschen, Kaleschen, Kabriolets und alles Fuhrwerk, einschließlich Schlitten
zum Fortschaffen von Personen, beladen oder unbeladen, für jedes Zugtier:
für eine Strecke von 1 Meile 1 Silbergroschen (Sgr)
für eine Strecke von 1 ½ Meilen 1 Silbergroschen (Sgr) und 6 Pfennige (Pf).
Am 31. Dezember 1874 wurden in Preußen die staatlichen Chausseegebühren abgeschafft, so dass die Chausseehäuser ihre Funktion verloren und die Bewohner meist auszogen. Die Privat-, Kreis- und Aktienchausseen erhoben noch bis ins frühe 20. Jahrhundert Chausseegebühren, und deren Chausseehäuser blieben folglich auch solange bewohnt.

## Chausseehäuser in Sachsen
In Sachsen wurden auf napoleonischen Befehl bestehende Straßen zu Chausseen umgebaut. So wurde ab 1807 die bestehende Poststraßenverbindung von der Residenz Dresden über Meißen bis nach Leipzig zur Chaussee mit seitlichen Gräben sowie Alleebäumen ausgebaut. Im Abstand von jeweils etwa einer Kursächsischen Postmeile wurden Chausseehäuser mit Schlagbäumen errichtet, an denen Fuhrleute Chausseegeld zur Wartung und zum Unterhalt entrichten mussten. Auf heutigem Radebeuler Gebiet wurde dazu 1812 ein Bauernhaus am östlichen Rand von Zitzschewig umgewidmet, das 1835 durch einen nur diesem Zweck dienenden Neubau auf dem Nachbargrundstück abgelöst wurde. Die entsprechende Brücken- und Chausseegeldpflicht wurde erst zum Jahresende 1885 aufgehoben.

## Erhaltene Chausseehäuser
Heute dienen Chausseehäuser des Öfteren als Landgaststätten. Vergleichsweise prominentes Beispiel ist das Chausseehaus in Wiesbaden. Andere Gaststätten finden sich in Rüsselsheim, Zwingenberg oder Fürstenberg/Havel.
Eines dieser Häuser brachte es zu literarischen Ehren. Vom Chausseehaus in Mainz-Marienborn beobachtete Johann Wolfgang von Goethe die Belagerung von Mainz. Heute befindet sich in dem 1774 erbauten Gebäude ein landwirtschaftlicher Betrieb mit der Spezialisierung auf Kirschprodukte.
Das Chausseehaus Colbitz an der A14/B189 wurde in den Jahren von 1838 bis 1840 geplant und gebaut. Zahlreiche zeittypische Umbauten belegen eine ununterbrochene Bewohnung. Seltenheitswert besitzt die Grundstücksumfriedung mittels einer Feldsteinmauer mit Ziegelkappe. Der Bau dieser massiven und wehrartigen Mauer lässt den Schluss auf eine Fleckennutzung als Zoll-, Post- oder Pferdewechselstation zu.
Traditionell wird die Eigenversorgung durch Gartenfrüchte und ländlicher Kleinviehhaltung angewendet. Zum Geschichtserhalt ist eine entsprechende Farbgestaltung, die Errichtung eines Schlagbaumes nach historischem Vorbild und die Anbringung einer Hinweistafel in Planung.

Erhaltene Chausseehäuser
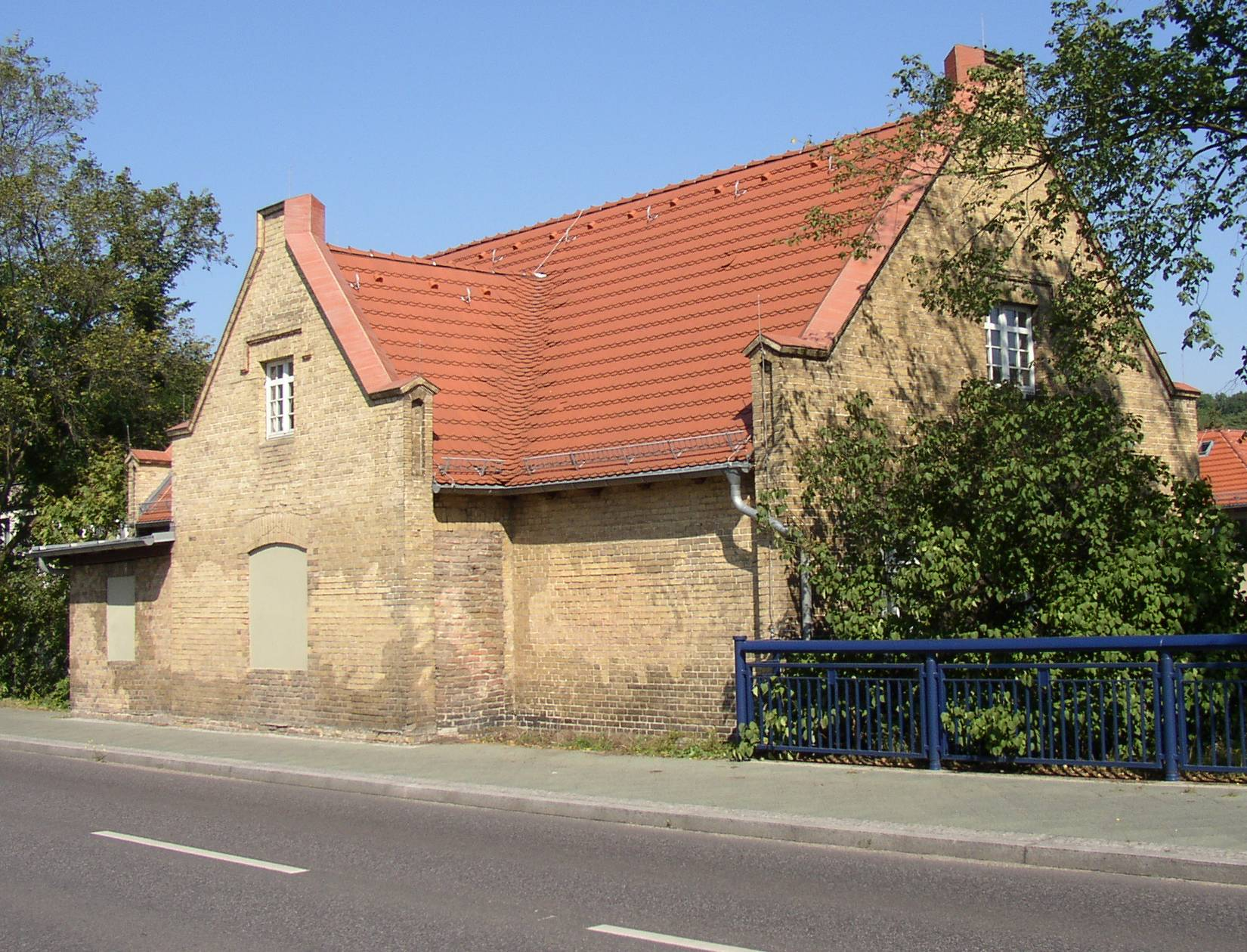
Preußisches Chausseehaus in Potsdam-Neu Fahrland
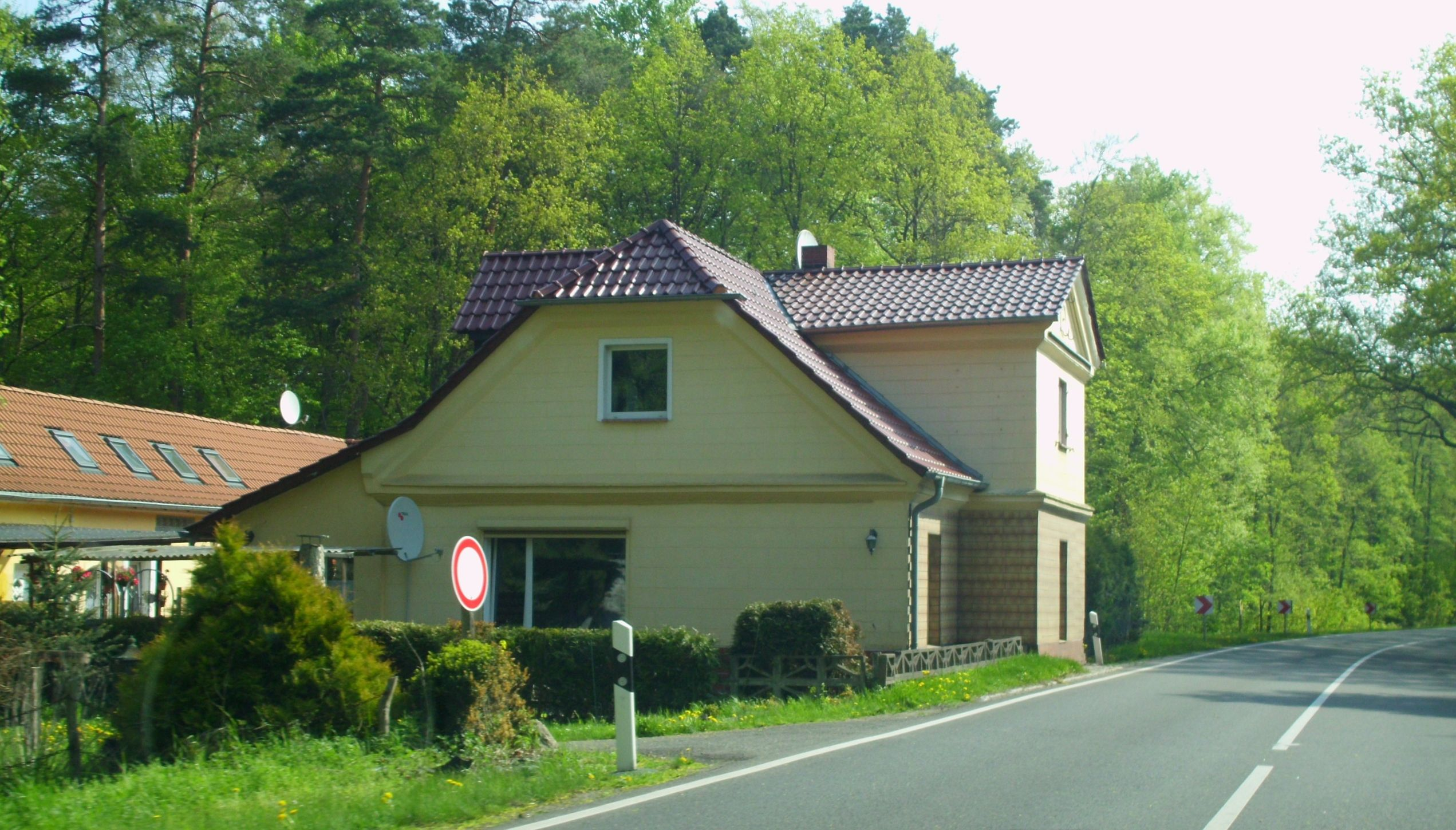
Umgebautes preußisches Chausseehaus an der heutigen Bundesstraße B1/B5 westlich von Müncheberg (Land Brandenburg)
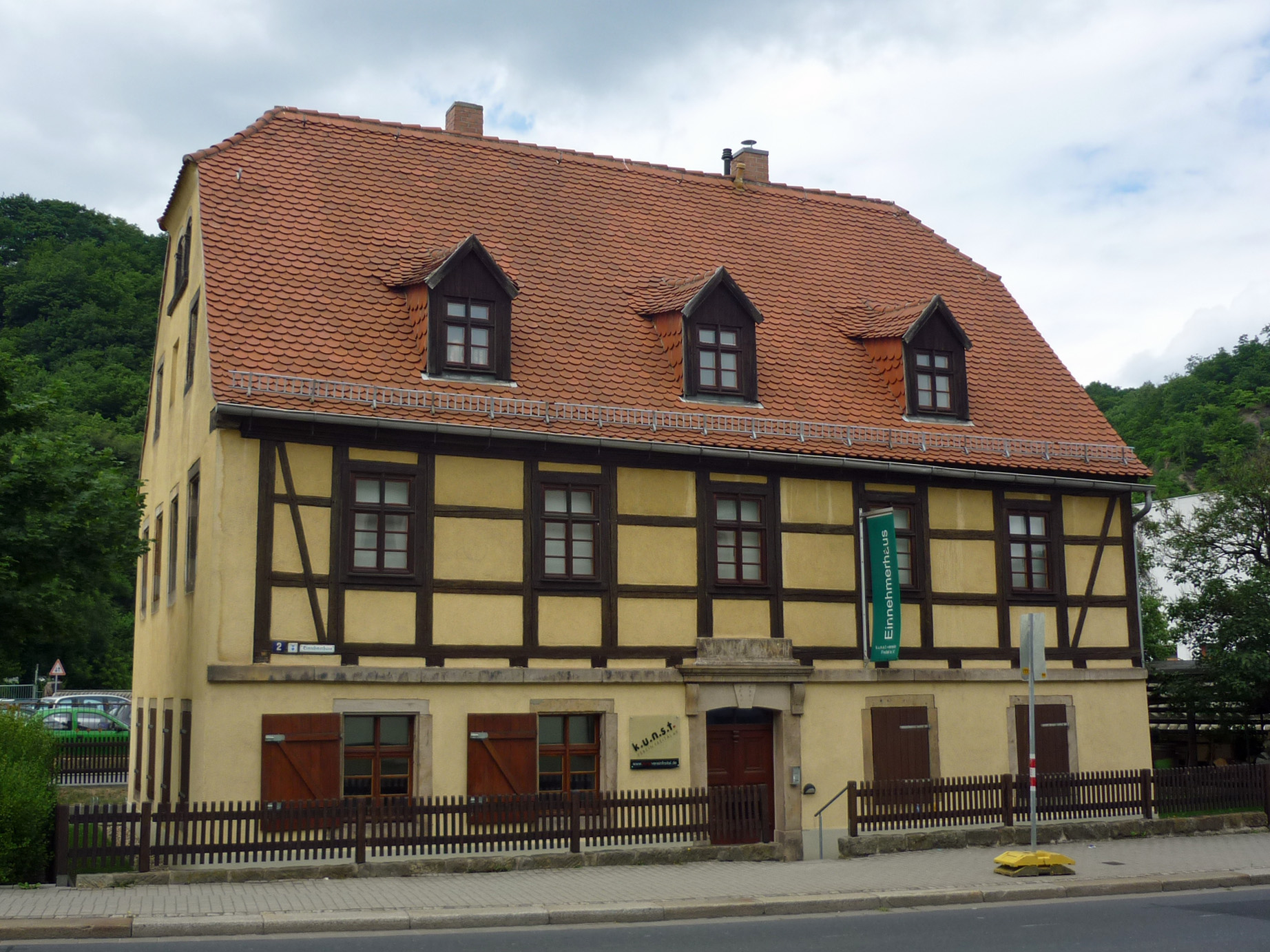
Chausseehaus Neucoschütz in Freital (Sachsen) an der ehem. Dresden-Freiberger Chaussee
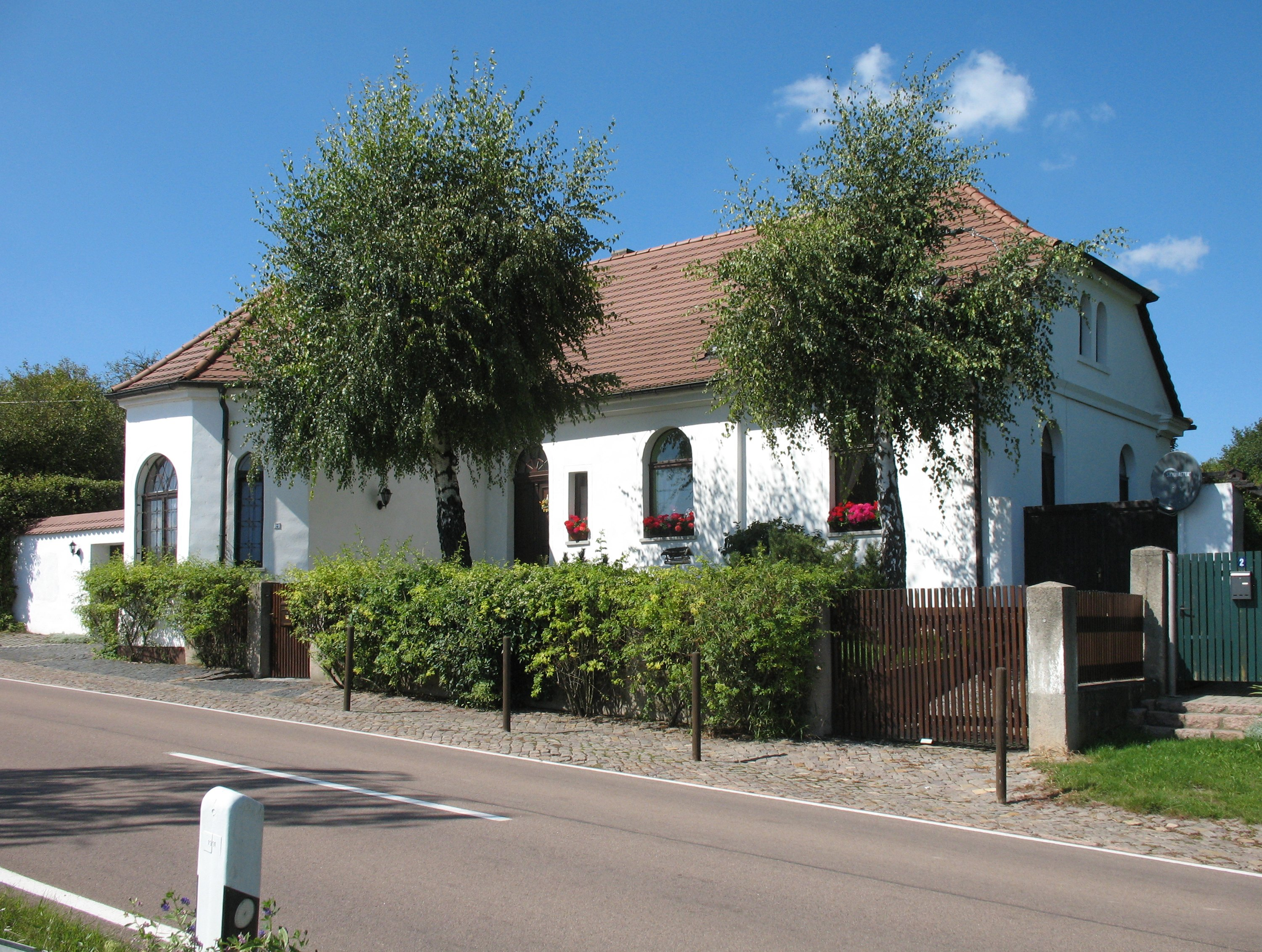
Denkmalgeschütztes Chausseehaus aus dem 19. Jh. in Rollsdorf (Sachsen-Anhalt)
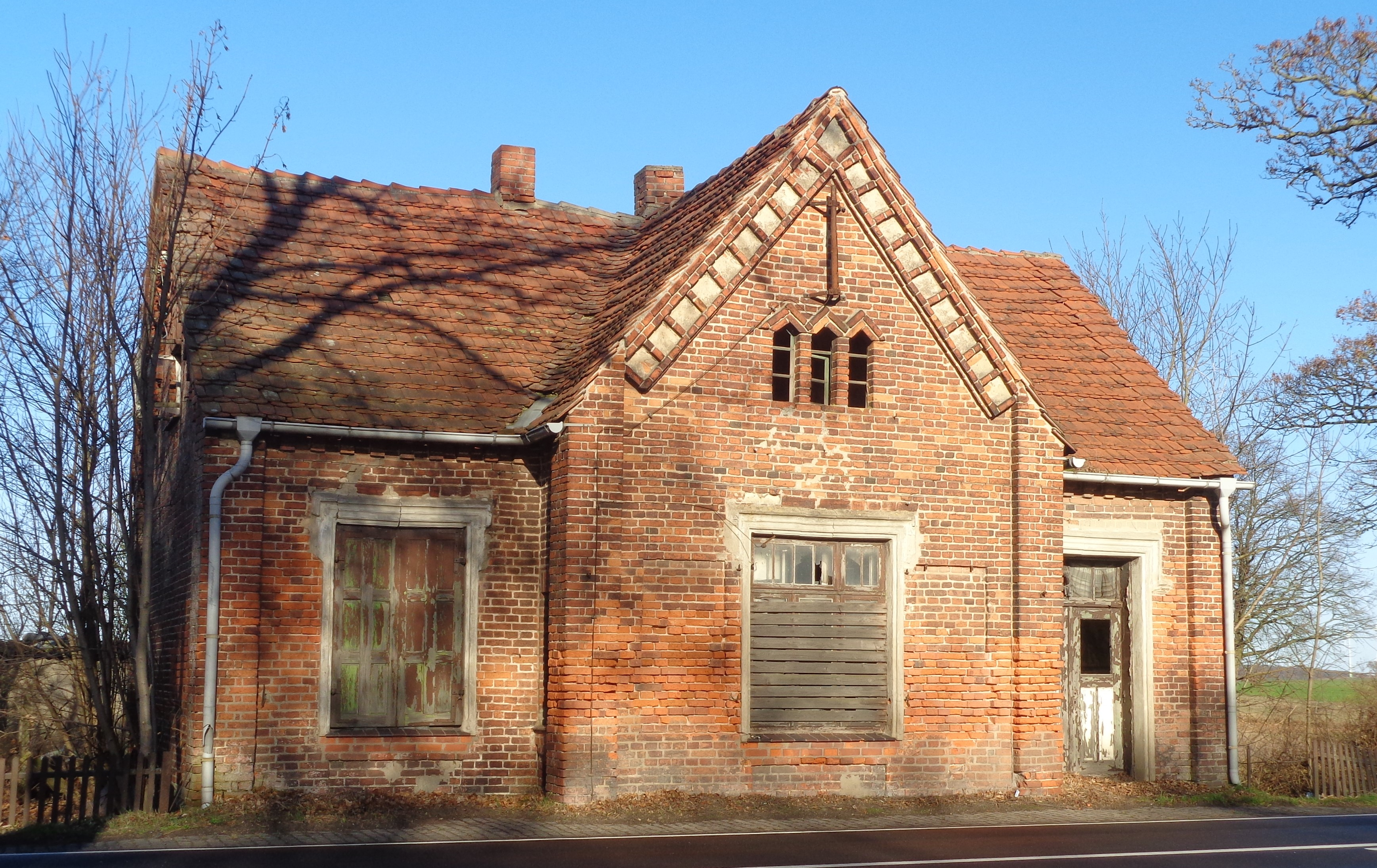
Verfallenes Chausseehaus mit Biberschwänzen an der B 191 in Mecklenburg